# Pangolangan
Pangolangan is een bestuurslaag in het regentschap Bangkalan van de provincie Oost-Java, Indonesië. Pangolangan telt 2988 inwoners (volkstelling 2010).